# Physochlaina macrocalyx
Physochlaina macrocalyx är en potatisväxtart som beskrevs av Adolf Adolph A. Pascher. Physochlaina macrocalyx ingår i släktet vårbolmörter, och familjen potatisväxter. Inga underarter finns listade i Catalogue of Life.